# Histoire de la Guinée-Bissau

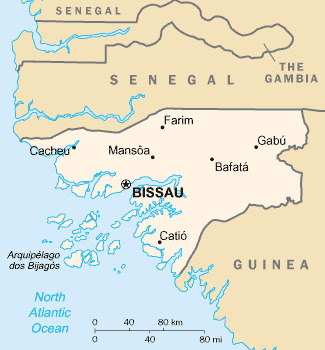
Carte de la Guinée-Bissau.

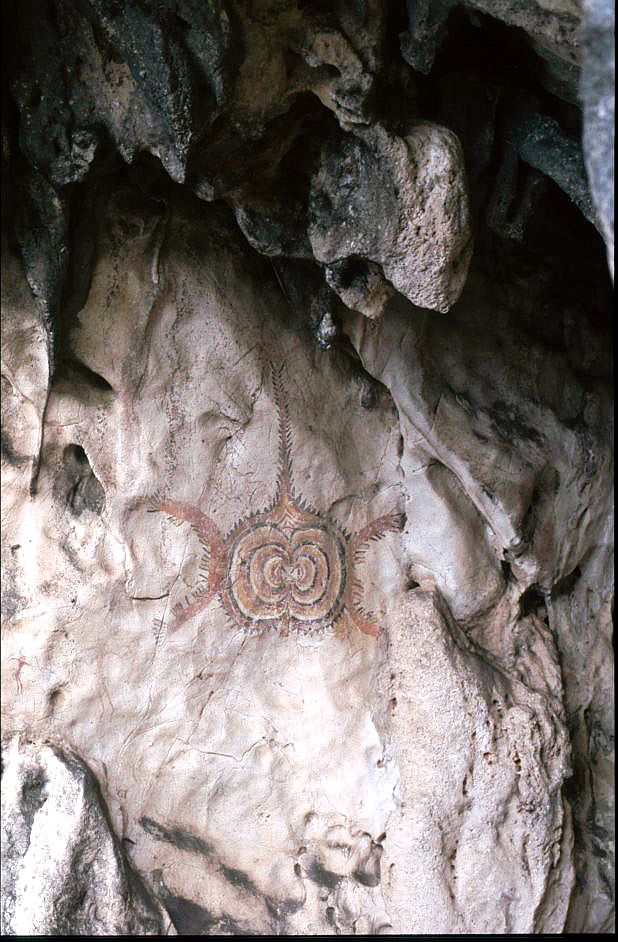
La grotte de l'île Kére Kére (archipel des Bijagos).

Le territoire de l'actuelle Guinée-Bissau (Guinée-Bissao, Guiné) est occupé dès le néolithique. Jusqu'à la fin du premier millénaire divers groupes arrivent, s'intègrent et créent peu à peu des petites nations féodales, aux organisations politiques variées, qui échangent constamment et se mêlent (par conflit, par mariage surtout, par commerce, par aventure, etc.). Les peuples côtiers inventent il y a au moins 3 000 ans la riziculture humide le long des fleuves, puis la riziculture sur mangrove. Les nations à l'intérieur des terres tissent un réseau commercial vers le Nord, le Sud et l'Est. Le royaume Baïnouk, dont la partie Sud englobe une grande partie de ce territoire, en est le plus étendu et le plus ancien pays centralisé.
Du XIe siècle au XVIe siècle, plusieurs migrations de groupes de langue Mandé arrivent de l'Ouest, la principale étant un début d'invasion au XIIIe siècle des territoires baïnouks. Certaines sont accompagnées d'éleveurs peuls.
Deux siècles après l'invasion Mandé, des commerçants portugais (en 1447) et italiens (vers 1455-1456) arrivent par l'océan et des premiers contacts sont pris. Dans le décennies suivantes, des négociations diplomatiques aboutiront à autoriser le Portugal à louer quelques terrains en bord de rivière pour y gérer des petits comptoirs commerciaux maritimes, notamment Cacheu, Bissau, Geba.
Ces deux phénomènes vont développer le commerce longue distance, transsaharien et transatlantique, bouleversant les circuits commerciaux antérieurs. Puis le commerce des esclaves transatlantique s'ajoute à son pendant transsaharien, et prend une très grande ampleur, ce qui va altérer en cascade les relations diplomatiques entre les nations et déterminera pour certaines (notamment le Kaabu) leur organisation politique.
La fin du XIXe est marqué par deux conflits majeurs : le royaume Fulbé du Fouta Djalon remporte militairement une victoire sur le Kaabunké déclinant, avec l'appui du royaume du Portugal. Celui-ci envahit ensuite, avec difficulté, le territoire. C'est la naissance de la Guinée portugaise. Puis il contrôle peu à peu le pays, après une dernière bataille en 1936, jusqu'en 1973.
Depuis l'indépendance proclammée en 1975, et jusqu'en 1994, elle est gouvernée par un parti unique, puis sous la pression du FMI et d'autres partenaires internationaux, le président João Bernardo Vieira installe le multipartisme, mais finit assassiné en 2009. Avec la présidence de José Mário Vaz, l'alternance politique est effective.

## Du Néolithique au premier millénaireapr. J.-C.
Le territoire où se situe l'actuelle Guinée-Bissau est occupé à la fin du néolithique (autour de 300 av. J.-C.), sur la côte et à l'intérieur des terres.
Jusqu'à la fin du premier millénaire, divers groupes arrivent, s'intègrent et créent peu à peu des petites nations féodales, aux organisations politiques variées, qui échangent constamment et se mêlent (par conflit, par mariage surtout, par commerce, par aventure, etc.).
La population du territoire est composée d'une part, sur la frange littorale, d'un ensemble de communautés exploitant les mangroves, et plus au Nord-est, d'un ensemble de peuples plus commerçants. Le royaume Baïnouk, dont la partie Sud englobe une grande partie de ce territoire, occupe la portion la plus étendue.

### La frange littorale
Ces communautés littorales de la région dénommée rivières du sud (encore appelées côtes de haute Guinée), se répartissent depuis le néolithique sur un espace émietté entre les nombreux fleuves, rias et les grandes étendues de mangrove. Elles :
- vivent de la cueillette des huîtres, du ramassage des coquillages, de la pêche maritime et de la riziculture ;
- disposent déjà d'importants troupeaux de bovins ;
- pratiquent le commerce entre elles : riz contre poisson séché, sel, poteries, etc. (on a par exemple retrouvé la trace de ces échanges entre la Basse-Casamance et les îles Saloum) ;
- présentent un émiettement politique et une organisation socio-économique qui trouvent leurs fondements dans la conversion des mangroves en rizières.

Entre ces estuaires est inventée la riziculture de mangrove.
L'aménagement de la mangrove et la culture ancienne de la variété africaine de riz oryza glaberrima constituent le trait par lequel se distinguent de la manière la plus remarquable de nombreuses populations depuis l'actuelle Gambie jusqu'à la Sierra Leone : endiguées, défrichées, dessalées, les mangroves sont reconverties en rizières au prix d'un travail accumulé sur de nombreuses générations. Cette agriculture intensive va de pair avec des densités démographiques significatives,.
Après l'an 1000, cet ensemble de communautés de riziculteurs littoraux est étroitement liée à la présence de forêts de mangroves, en front de mer, le long des estuaires, rias et chenaux de marée.
Un peu plus au Nord, en Basse-Casamance, les archéologues ont observé deux vagues de population : à la fin du Néolithique y ont vécu des groupes humains, peu nombreux et itinérants, qui n'exploitaient pas les ressources de la mangrove et utilisaient peu les ressources de la mer. Il s'agirait de riziculteurs de riz sec, qui sont venus de l'Est. Puis, entre 200 et 700 après J.C., arrivent du territoire de l'estuaire du Rio Geba, des populations habituées à la mer et à l'exploitation des mangroves.
Les villages côtiers ont des échanges entre eux, parfois à distance.

### Au Nord-est et au Sud
Ces nations, Baïnouk-Kassang au nord, Landuma-Pajadinka au sud, divergent par leurs institutions politiques, leur organisation sociale, leurs cultures, etc.
Elles constituent cependant un ensemble identifiable. Bien que pratiquant aussi la riziculture, elles ne se définissent pas par rapport à cette pratique. Peu à peu, elles s'érigent en intermédiaires, permettant notamment le commerce entre les nations côtières et les nations de l'intérieur du continent, mais aussi plus au nord et plus au sud.
Ces deux nations ont tissé un réseau commercial dont le cœur est un ensemble de marchés internationaux, situés en bordure de fleuves.
La nation Baïnouk a peut-être été le premier occupant de la région. Le royaume Bainouk est devenu le plus étendu et le plus organisé ; le plus centralisé aussi. Ce royaume a probablement été dirigé originellement par des femmes.

### En mouvement
Les échanges ne se limitent pas au commerce. Comme partout, les mouvements de population sont nombreux soit par l'arrivée de nouvelles communautés, le départ d'autres, soit par des déplacements de groupes de population, des mariages, des commerçants allant de marché en marché, etc. entre ces petits pays.

## De 500 à 1500: une mosaïque de peuples et d'États entre Sahel et Tropiques
Toute la région guinéenne est un véritable melting Pot, ou creuset culturel.
Ces différentes nations, et celles qui vont suivre au long des siècles ont généralement une forte tradition de réciprocité entre villages hôtes et nouveaux,

### De 1000 à 1500: sécheresse du début du deuxième millénaire
Du XIe siècle au XVIe siècle, période de grande sécheresse, plusieurs migrations de groupes de langue Mandé arrivent de l'Ouest. Tout d'abord des commerçants habitués au circuits de longue distance sont accueillis dans le royaume de Baianouk le long du fleuve Gambie (notamment le clan Sané) ; d'autres s'installent en pays Landuma le long des fleuves Grande et Geba, le royaume de Kinara y sera créé. Plus tard, à la fin du XIIIe siècle, lors de l'extension de l'empire du Mali, une armée de langue mandé, suivie de groupes de tous corps de métiers, colonisent le royaume Bainouk qui passe sous leur contrôle et est divisé en Mansayas administrées par des Farims et créent une nouvelle noblesse. Le royaume de Kinara devient assez naturellement vassal. Selon les périodes, les nations côtières seront parfois vassalisées. Les Mansayas intègrent les populations colonisées ; mais aussi des dispositions politiques, sociales, agricoles et religieuses de celles-ci. Ils exercent une forte influence commerciale. Progressivement, le Mansaya du Kaabu (Kaabunké) dirige, puis englobe les Mansayas situés entre les fleuves Gambie et Rio Geba. Au XVIIe siècle, le Kaabunké décrète son indépendance. Des nomades Fulbés, aidés de guerriers, s'installent en bordure des zones agricoles au sein des Mansayas. Ils ne s'installent pas au royaume de Kinara, qui les repousse.

#### États du littoral
- La Nation Felupe/Djola (royaume de Cacheo?) entre Gambie et rio Cacheo. Le nom Djola ("vassal" du Mandé) est resté à la partie Nord de la nation Felupe située sur la côte entre les fleuves Gambie et Casamance ;
  - L'ensemble constituant la Nation Pepel, Mancanhe et Manjake, divisée en multiples "seigneuries" (dirigées par un Nassien) vassales du Nassien Bassien régnant à Bassarel à partir du XIIe siècle probablement[8].

Au cours des siècles suivants, de nombreuses rivalités internes, et recompositions auront lieu :
- La Fédération Balante possède une organisation politique qui la distingue très nettement. Non centralisée, elle fédère des communautés aux organisations variées, avec cependant dominante commune : la répartition des pouvoirs. De plus c'est une nation très ouverte : elle s'enrichit sans cesse de nouveaux venus de tous les pays voisins. Cela lui permet d'étendre de manière naturelle et progressive son territoire, sans besoin "d'annexion" ;
- Plus au sud, Bagas, etc.

Outre les territoires qu'elles occupent, ces nations se distinguent les unes des autres par leur organisation politico-administrative et religieuse.

#### Le Nord-est
Le Nord-Est est donc occupé par la partie méridionale du royaume Bainouk entre Gambie et Geba. Originellement dirigé par des femmes, les hommes ont ensuite pris le pouvoir royal (les griots actuels semblent avoir oublié cette période, car ils ne connaissent que des listes de rois) et la noblesse, qui se transmettent malgré tout par la mère. Sa capitale est alors Mampating, située sur le territoire l'actuelle Guinée-Bissau
Il possède à ce moment un vaste réseau commercial vers le Nord et les royaumes Wolof, et vers l'Est et le royaume du Ghana, ce qui donne accès aux produits transsahariens : ses marchés sont notamment fréquentés par les commerçants longue distance Soninkés, puis, à cette période, des commerçants Mandé commencent à s'installer sur le fleuve Gambie, notamment le clan Sané.
La mémoire du royaume va s'éteindre, très progressivement, après sa défaite militaire (cf. plus bas). Cette extinction sera généralement pacifique : sa noblesse est intégrée dans le dispositif politico-guerrier du vainqueur. Ses habitants se mêlent, par mariage, avec les différentes populations soit voisines, soit nouvellement installées sur leur territoire.

#### Le Sud
Au Sud, il y a plusieurs mouvements, avec des apports de populations diverses, dans ces nations de plus en plus commerçantes. Des migrations ont un effet majeur sur la recomposition territoriale.
Une vague de migration Mandé, peu importante et antérieure à la création du Mali, s'impose dans la partie Nord de la nation Landuma. Elle y crée le royaume de Kinara, très hiérarchisé. Sa population, appelée Biafadas, est dirigée par une classe aristocrate majoritairement issue de cette immigration Mandé. Le royaume de Kinara joue un rôle important dans les échanges commerciaux, étant au centre d'un réseau commercial alliant la connaissance du commerce sahélien longue distance des commerçants Mandé et les connexions des Landuma avec les nations plus au sud.
Dans la même zone des groupes, issus d'une même région du plateau du Fouta Djalon, arrivent par étapes. Ils ne s'installent pas le long des côtes ni les rivières. Leur démographie va en grandissant et ils deviendront, plus tard, la nation Nalu, dont le territoire séparera alors le royaume de Kinara du pays Landuma. Ceci renforcera encore la position commerciale du Kinara qui gardera ses réseaux du fait de sa proximité d'origine avec le sud.
La nation Sosso
Le bouleversement important vient au XIIIe siècle aussi de l'Est : sur les ruines du royaume du Ghana détruit par le Maroc, se développe l'empire du Mali, puissance avec laquelle doivent alors compter le Maroc et l'Égypte. Après avoir vaincu par la force, notamment avec l'appui du général Tiramaghan, la ligue des forgerons Soninké qui dirigeait le Ghana, Soundiata Keïta crée une noblesse guerrière liée à la cavalerie et non plus aux ligues professionnelles. Les ligues, malgré leurs efforts, ne parviendront jamais à reprendre le pouvoir. Cette nouvelle noblesse appuie son pouvoir sur la force, la possession d'esclaves et la « communication » en créant la caste des griots chargés de louer ses mérites.

#### Nord-est colonisé peu à peu par l'empire du Mali (1230c-1450c)
Déclaré Mansa du Mali, Soundiata Keïta (1190c-1255) et ses successeurs développent étendent son territoire pays par des conquêtes guerrières, créent une administration et une organisation territoriale pour les territoires initiaux et occupés : les Mansayas. Ces territoires politico-administratifs sont dirigés par des Farims (pouvoir tournant entre quelques familles Mandé, en début d'occupation) soumis au Mansa du Mali.
Au prétexte d'un différend commercial entre un roi Wolof et Soundiata Keïta, celui-ci envoie son cousin, le général Tiramakhan Traore pour des représailles qui seront victorieuses. Tiramaghan Traore se voit alors confier l'extension de la partie Ouest de l'Empire pour permettre l'accès de l'empire directement à la mer et au précieux sel. Entre 1235 et 1265, son armée de cavaliers, suivie d'un énorme convoi de la population, représentant tous les corps de métier, envahira la zone entre le Sénégal et le Geba. Cette armée vaincra en 1250 le roi Bainouk Kikikor en rase campagne près de sa capitale, Mampating. Kikikor n'est pas tué ; il est d'abord fait prisonnier, de manière ensuite à permettre des négociations destinées à favoriser l'intégration des colons Mandingues au peuple Bainouk. C'est ce mélange issu de règles subtiles qui deviendra ce que l'on nommera par la suite les Mandingues de l'Ouest et s'exprimeront en Mandinka.
C'est la fin du grand royaume Bainouk, dont la majorité du territoire sera progressivement envahi et divisé en Mansayas. Celui de Sankola, le Sankolanké, à quelques dizaines de km au nord de l'actuel Bafatá, sera un peu plus tard le siège économique dans un premier temps, car il est le nœud du commerce entre avec le reste de l'Empire et en particulier avec les commerçants du Manding Mansa. Tiramakhan se déplace constamment d'une Mansaya à l'autre, afin de s'assurer la bonne administration des Mansayas. C'est lui, qui après chaque conquête, avait nommé les dirigeants de chaque nouvelle Mansaya parmi ses guerriers.
Les populations des anciennes nations sont facilement intégrées dans ces Mansayas occidentales, selon une politique qui prévaut dans tout l'empire du Mali. Cette intégration est à deux sens car les Mansayas intègrent certaines règles des nations conquises. De ce fait, les Mansayas entre Gambie et Geba, sont très différentes des autres Mansayas de l'Empire. On peut par exemple noter le matrilinéage issu des lois Bainouk, et en conséquence le partage par des descendants de Bainouks du pouvoir tournant avec des familles non Mandé, l'importance des religions animistes, la nomination de l'ancienne noblesse à la tête de territoires décentralisés, etc. De ce fait, les religieux musulmans jouent dans ces mansayas un rôle différent des autres régions de l'Empire où l'islam est plus généralisé et renforcent le maraboutisme comme instrument de pouvoir auprès de la noblesse, mais ils n'accèdent jamais à des fonctions dirigeantes, ni de noblesse.
Cette conquête permet d'installer un commerce longue distance avec les grands centres commerciaux sahéliens, qui permettent l'accès aux produits du commerce transsaharien, avec les nations du Maghreb et d'Asie. Pour y parvenir, les commerçants, contrairement à la noblesse, embrassent la religion musulmane.
Les Nomades : les installations de villages d'agriculteurs dans l'Empire, comme le Ghana, s'accompagnent toujours en périphérie de l'installation d'éleveurs (foulo selon les Mandingues), anciens nomades formant la nation Fulbé. La présence du bétail permet le fumage des cultures, et l'échange de céréales contre du lait... et le métissage.

### Période 1450c-1750c
L'organisation Mandé-Bainouk se renforce et devient le Kaabunké indépendant, toujours animiste et gouverné par des militaires.
Malgré la dégradation de l'empire du Mali, elle se transforme au fil des siècles. Vers le XVe siècle, le Farim du Sankolanké est Farsisangu. Mais après son règne, le Sankolanké est divisé en Birasunké et Kaabunké ; le centre économique et politique des Mansayas de la région se déplace vers la capitale de ce dernier, Kansala. Le Kaabunké prend de l'ampleur jusqu'à englober toutes les Mansayas se situant sur un territoire allant de la Gambie au rio Grande, notamment le Birasunké,,.
Au XVIIe siècle, le Kaabunké décrète son autonomie par rapport au Mali très affaibli par l'invasion du Songhai. Son Farim, qui alterne entre trois familles, prend le titre de Mansa du Kaabunké. Le Kaabunké reste un État décentralisé et comprend jusqu'à une vingtaine de Mansayas à certaines époques. Cette décentralisation permet des variations politico-administratives d'une Mansaya à l'autre.
Cinq éléments fondamentaux vont permettent son maintien :
- Le commerce vers l'Est (menant au commerce transsaharien) est rendu difficile par la création des royaumes Fulas qui ont séparé pays Djolof, Kaabunké, et Guinala de l'ancien empire du Mali. Le kaabunké profite alors pleinement de la réorientation du commerce vers la mer. Le Mansa du Kaabunké, localisé à Kansala, envoie des émissaires sur les marchés le long du Geba et de la Gambie, et notamment dans les comptoirs européens (cf ci-dessous) ;
- Les réseaux commerçants longue distance. Les Mandingues Musulmans (Diolas) ne sont pas seuls ; ils sont aussi accompagnés de commerçants Juifs ayant fui l'Espagne et le Portugal, et de "Chrétiens" (juifs portugais et espagnols convertis de force au christianisme). Tous sont liés à des réseaux commerciaux transsahariens et œuvrant dans les marchés au Nord-Est du Sahara (par exemple Arguin, port et centre commercial maure, notamment textile, qui reçoit aussi les bateaux de commerçants portugais et Juifs ayant fui sur les navires portugais). Aussi certains commerçants longue distance musulmans, Juifs et Chrétiens du Geba et de Gambie font probablement partie de réseaux communs à certains commerçants de navires portugais. Ceci facilitera, aux XVe et XVIe siècles, le commerce entre Afrique de l'Ouest et Atlantique. À l'arrivée des premiers navires portugais dans les marchés de Gambie, on connaissait l'existence des chrétiens. Leur arrivée par la mer, cependant, a surpris et suscité la curiosité ;

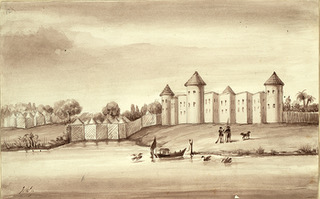
Exemple de fortification utilisée dans ces régions.

Il garde secret le lieu de sa capitale et le Mansa ne permet pas aux commerçants européens de pénétrer à l'intérieur du royaume :
- La demande d'esclaves augmente de manière inconsidérée ;
- L'élite des nobles est constituée de guerriers (cavaliers) : le Kaabunké fait alors reposer la majeure part de son développement économique sur des guerres-razzia avec les nations voisines, notamment vers l'est ;
- Dans chaque Mansaya se trouvent : une capitale  entourée de fortifications et un fort militaire.

Cependant, ce choix stratégique de gouvernance militaire s'avèrera plus tard être sa faiblesse, car il omet le développement des autres strates de sa population. Les ligues professionnelles, cordonniers et forgerons, nobles de classe inférieure (l'empire du Mali est un putsch de chasseurs devenus militaires cavaliers contre les ligues, notamment de forgerons, anciens dirigeants du Ghana et du Mandé primitif), ne profiteront pas de la richesse accumulée : du fait du commerce surtout orienté sur le troc, les Mansas successifs choisis parmi les nobles guerriers troqueront l'or, les esclaves et autres denrées contre des chevaux, mais aussi les armes, les selles des chevaux, du mobilier et des ustensiles de luxe. Cela empêchera le développement d'un artisanat de production, les artisans restant confinés à la réparation de ce qui est acquis par le commerce international.

#### Les peuples côtiers
Selon les périodes ou les circonstances, ils feront allégeance au Mansa du Kaabuké. Mais le plus souvent ils resteront indépendants. Ils sont toujours constitués de :
1. L'ensemble des petits royaumes Brâmes (Borumos/Pepels), forment quatre groupes à la fin du XVIIIe siècle, société linéagères, où des lignées se font et défont en cherchant pouvoir et surtout richesse en s'alliant, par mariage, avec les lignées diverses, notamment dans les nations voisines :
  - Bissau : les seigneurs de l'île Bissau dépendent de celui de Bissau (un village proche du comptoir portugais qui a pris le même nom). Les étrangers portugais semblent penser qu'ils ne dépendent plus du Nassien Bassien, à partir d'une époque non encore déterminée ;
  - Pays Mandjak : les territoires Nassien sont toujours vassaux du Ments Basserar, Nassien de Bassarel. Fin XVIIIe siècle : un Nasseen Bassien organise, en fin de siècle, l'administration de tous les villages alentour rassemblés en une seule entité, en définissant d'autres règles politico-administratives que celles prévalant chez l'ensemble des lignées Pepels. Les habitants de ce territoire seront peu à peu appelés « Mandjacos » (nom utilisé auparavant pour les marins africains travaillant sur les navires portugais) par l'envahisseur portugais. Ce territoire sépare l'île de Bissau d'autres territoires Brâmes/Pepel, ce qui entraîne la création de deux autres entités :
  - Les sources portugaises parlent « Pepels du Nord », selon les sources portugaises . En réalité ils sont probablement toujours vassaux du Nassien Bassien ;
  - Les royaumes de Bula et de Cô, dont les habitants seront appelés « Mancagnes » par l'envahisseur portugais, qui développent aussi une organisation politique particulière (à partir du XIXe siècle ?) ;
  - Les îles de Jeta et Pecixe, deviennent alors une sorte d'intermédiaire entre l'organisation de l'île de Bissau et les territoires vassaux du Nassien Bassien à Bassarel ;
2. la Nation Confédérée des Balantes, au début riziculteurs autour de Mansôa, étend significativement son territoire pendant toute cette période. Son organisation sociale reste horizontale, mais aussi ouverte à l'accueil de nouvelles populations (parfois des villages entiers) qui sont la raison principale de son extension, vers le nord et vers le sud. Cette politique d'accueil fait que cette nation, d'un village à l'autre, peut avoir des organisations, coutumes et langues différentes, l'organisation horizontale et la riziculture restant la base de la nation ;
3. Au nord, les royaumes Felupes (et Djolas selon la dénomination Mandé au nord de la Casamance), pêcheurs et riziculteurs.

#### Au sud, auXVesiècle, le royaume de Kinara
Le Rio Grande coule au centre du royaume et il est assez puissant pour refouler entre 1474 et 1514 une importante invasion Fula En effet, les Beafadas, avant leur islamisation, avaient organisé un réseau commercial important avec le Sud. L'arrivée des européens lui permet de renforcer son rôle d'intermédiaire, notamment en leur permettant l'accès non seulement aux produits sahéliens et des nations forestières, mais aussi aux produits artisanaux Nalus, dont la côte était difficile d'accès aux navires.
Mais ensuite, le royaume de Kinara diminue progressivement au cours de ces siècles et perd sa dominance pour arriver au XIXe n'occuper plus que le Sud de du Rio Grande. Son déclin démographique pourrait être lié au défaut d'assimilation de nouveau clans dans l'organisation de ce royaume. Cette diminution démographique des Beafadas et leur perte de territoire se fait surtout au profit des Balantes, dont l'explosion démographique est liée à leur politique d'accueil des réfugiés,.

#### Les petites seigneuries Nalus
- Nalu (peuple)

Elles se renforcent peu à peu partir de migrations successives depuis une région du massif du Fouta-Djalon. Tant qu'elles n'ont pas accès à la mer et aux fleuves, elles commercent beaucoup avec la côte (peules côtiers et bateaux européens) par l'intermédiaire des Beafadas. Lorsque leur nation réussit à s'étendre jusqu'aux frontières des nations côtières et la mer, le commerce s'établit directement. Or, pendant ces quelques siècles, leur croissance démographique est importante. Surtout, les petites vagues successives d'arrivants sont constituées de populations dont eux-mêmes sont issus. Cela leur permet de constituer des organisations politique et économique, le développement d'un artisanat de grande qualité, et d'étendre leur territoire.

#### La nation des îles Bissagos
- Archipel des Bijagos, Bijago (peuple), Bijogo (langue)

#### Mise en place d'un système commercial longue distance par la mer et modifications le long des rios
L'Atlantique était jusqu'alors utilisé pour du commerce de proximité par cabotage. Or un pays européen proche des côtes Nord-Ouest de l'Afrique, le Portugal, vient de mettre au point un système de voiles permettant aux navires de remonter le vent qui, avec l'aide de la boussole chinoise, permet des échanges directs avec l'Europe et la navigation vers les Amériques. Les européens appellent les premiers navires ainsi équipés des caravelles.
L'arrivée de commerçants européens le long des fleuves, va engendrer le début d'un peuple Kriolo, qui se développera au fil des siècles.
Mais il signera aussi pour le continent africain le début d'une déstabilisation pluri-séculaire politique, économique, démographique, accompagnée d'une catastrophe humaine, conséquence de la transformation de l'esclavage traditionnel en une sorte « d'industrialisation », avec le commerce d'esclaves à très grande échelle vers les Amériques.
Dès leur arrivée, ce que veulent les chrétiens en bateau n'est pas clair : guerre? commerce? Le long des côtes, les dirigeants ont été informés l'arrivée de ces navires chrétiens (peuple dont les commerçants transsahariens de Gambie avaient entendu parler en pays Djolof ainsi que de leurs méfaits).
C'est pourquoi les peuples côtiers ont estimé que l'arrivée de navires était un danger :
- En 1446, pays Saloum, les Sérères , à l'embouchure du fleuve Diombos, vainquirent l'équipage d'un navire qui tentait d'accoster et éliminèrent son commandant Nuno Tristão[18].
- Les peuples Felupes à l'embouchure de la Gambie, ont appris que les chrétiens anthropophages arrivent par mer et achètent des esclaves en pays Djolof pour les dévorer.
  - En 1447, ils repoussent un navire, : ce combat aurait un lien avec des captures d'habitants lors d'intrusions de guerriers du Bour Djamel[19] (roi Djolof, Seigneur du Cayor), dans le but unique de les vendre comme esclaves à des commerçants chrétiens venus en bateau par la mer... Le début d'une histoire qui va devenir un fléau... Plus tard, les dirigeants Felupes prirent contact avec son capitaine, l'écuyer portugais Álvaro Fernandes, à la demande de celui-ci.
  - En 1455, des villageois voient arriver trois commerçants Vénitien, Génois et Portugais, commandant des caravelles portugaises. Ils étaient accompagnés d'interprètes, esclaves venus du pays Djolof en quête d'affranchissement. Lors d'une discussion sur le rivage avec les villageois, un de ceux-ci est tué. Les caravelles ennemies fuient en remontant le fleuve, mais les dirigeants ont été prévenus : plus loin sur le fleuve, des guerriers en pirogue attendent les trois caravelles et attaquent ; mais ils subissent de lourdes pertes, car l'ennemi possède des armes bruyantes et considérées d'origine diabolique, lançant de lourdes munitions tirées depuis les navires. Néanmoins, les guerriers n'abandonnent pas et remportent cette bataille : les caravelles s'enfuient. Les chefs des guerriers cependant promettent aux navires de transmettre leur message à leur Mansa : « ils viennent uniquement commercer, pas guerroyer ».

Une politique commerciale remplace en effet la politique guerrière du Portugal. En 1456, Le Mansa ayant pris acte du changement, reçoit le Génois et le Vénitien au commandement de deux caravelles portugaises. Il les reçoit dignement à titre de représentants du Roi du Portugal et leur permet aussi de visiter le marché et de commercer.
C'est le début d'un commerce entre les marchés de Gambie et les chrétiens venus de la mer, qui inversera peu à peu les flux de marchandises, qui jusqu'ici allaient vers l'est, puis le Sahara.
Ensuite, plus au sud, le royaume de Guinala voit arriver ces deux navires. Mais les villageois Beafadas ne comprennent pas les langues de ces commerçants. En effet le Rio Geba est non seulement une frontière géographique, mais aussi linguistique. Les villageois et autres populations voisines côtières venues voir et visiter les navires étrangers (aussi long que les leurs, mais plus hauts et naviguant sans rames) pourront troquer quelques affaires, mais faute de compréhension, ce commerce ne durera que quelques jours cette première fois. Ils regardent donc repartir les navires qui retourneront dans leur pays. Plus tard, les autorités des deux côtés du Geba autoriseront l'installation de points de commerces par les portugais.
Les signeurs locaux autorisent les places commerciales portugaises (comptoirs) - le Nansien de Bissau, un autre Nansien pour Cacheu, probablement un Mansa pour Farim, le roi de Kinara pour le village de Geba qui deviendra plus tard la ville de Bafatá , le roi Bissagos pour Bolama à certaines périodes - autorisent l'installation de comptoirs en échange d'une redevance commerciale et de la location du terrain. La construction des forts sera plus controversée (Bolor, Bissau, Cacheu) et sera plus ou moins acceptée et variera en fonction des seigneurs locaux et des représentants portugais.
En parallèle se développe, le long des fleuves, un commerce direct entre navires européens et producteurs et/ou commerçants locaux (favorisé par la présence de grumetes et lançados) ou commerçants internationaux (commerçants Beafadas pour les produits du Sud et Dyoula pour les produits du Sahel et l'or), permettant de contourner les commerçants et les taxes des comptoirs.
Ces quelques comptoirs ont été installés par le royaume du Portugal sur cette côte, nommée par les navigateurs Rios da Guiné de Cabo Verde. En 1630, une capitainerie générale de la Guinée portugaise est mise en place, pour les administrer et veiller à ce que le commerce ne se fasse qu'avec les navires portugais. Ceux-ci participent aussi au commerce triangulaire et emmènent de nombreux esclaves vers les Amériques, en passant par les Îles du Cap-Vert. Cacheu devient l'un des centres de commerce des esclaves de ce territoire, mais du Sénégal à la Guinée, ce commerce d'esclaves, prépondérant au XVe – XVIe siècle, sera par la suite moindre que plus au Sud (du Ghana actuel à l'Angola.). Le commerce transatlantique d'esclave décline au XIXe siècle et Bissau, construite en 1765 pour être un fort militaire protégeant un comptoir, centre commercial, y compris d'esclaves, reste une place de commerce.
Sur toute la côte africaine ce commerce des esclaves a généré entre les différents royaumes et nations et à l'intérieur même des pays, des conflits, des renversements de pouvoirs et des désorganisations d'États. Le conflit entre royaumes Wolofs auquel s'ajoute le combat ayant mené à la mort du Portugais Nuno Tristao aura été le début d'une longue série de conflits internes qui a déstabilisé la côte atlantique comme l'arrière pays du continent.

## Période 1850c-1950c

### Création de la Nation Fuladu (1865c)
Le milieu du XIXe siècle est marqué par un conflit majeur initié par les Fulbés du Fouladou (1869-1903) contre les autorités Mandés du royaume du Kaabu en plein déclin. Le royaume voisin du Fouta-Djalon (situé dans l'actuelle Guinée Conakry) envoie une armée en soutien au Fouladou, ce qui entraînera la défaite du Mansa du Kaabu en 1867 et sa chute définitive. Ce conflit a engendré en 50 ans plus de cent batailles.
Pendant la seconde moitié du XIXe siècle, le Portugal conclut des alliances avec des leaders du Fouladou, ce qui l'amène à intervenir militairement.
Le Portugal échangea une partie de ses conquêtes au profit de la France, la Casamance, dont les comptoirs furent un temps le centre des intérêts commerciaux portugais dans la région. Un conflit entre européens (Grande-Bretagne qui disposait d'un important comptoir à Bolama) à propos de l'île de Bolama fut arbitré en Europe en faveur du Portugal, avec la participation du président des États-Unis Ulysses S. Grant (1822-1885).

### Conquête par le Portugal sur les nations réduites au concept d'ethnies: naissance de la Guinée (1850-1900)
Pendant la seconde moitié du XIXe siècle, le Portugal rompt ses contrats et mène de nombreuses agressions militaires contre les royaumes de l'Ouest qui lui avaient depuis des siècles accordé des concessions commerciales portuaires.
Face à ces agressions, des alliances militaires se créent, notamment entre les royaumes Papel, Mandjaques, et la Nation Confédérée Balante.
Mais à l'Est, le Portugal dispose d'alliances avec certains des leaders du Fuladu (cf paragraphe précédent). En retour, le Fouladou fournit par la suite de nombreux soldats qui vont permettre de compléter l'occupation portugaise, jamais totale, toujours exposée régulièrement à de fortes révoltes.
À la fin du XIXe siècle, l'administration portugaise admet qu'« en dépit de conquêtes militaires sur le territoire, son « influence réelle » ne dépassait pas les murs entourant Bissau » et était incapable d'avoir une estimation correcte de la population,.
Au début du XXe siècle, par l'impôt sur les habitations (1903), le Portugal commence à contrôler la population. Plus tard, en 1916, est créé l'échelon administratif le plus proche du terrain, le régulo. À ce poste est toujours nommée une personne issue de la population locale non portugaise, le plus souvent quelqu'un ayant déjà une responsabilité dans le système de gouvernance préexistant à la colonisation.
Pour compléter de dispositif de corps intermédiaire entre l'administration coloniale et la population non portugaise, une force de police « cipaiios » et des agents chargés de contact avec la population « interprete oficial de diligências », ces derniers ont à « informer celui-ci de toutes les questions relatives à la vie politique et sociale des indigènes qui pouvaient être d’intérêt pour l'administration, ou devraient être connues d'elle »
C'est à cette époque que le Portugal conquérant, oubliant l'Histoire commune et comment s'organisaient les nations sur le territoire, divise la population en « races »
Avant la Première Guerre mondiale, les forces portugaises avaient soumis tant bien que mal donc les royaumes côtiers, avec le soutien d'une partie de leurs alliés à l'Est. Le Portugal et la France, qui avait conquis les royaumes voisins, fixèrent conjointement les frontières du nouveau pays, dénommé Guiné Portuguesa, au cours d'expéditions conjointes de géographes sur le terrain.
L'intérieur de la Guinée portugaise est à peu près « maîtrisé » ou « contrôlé » par le Portugal après 30 ans de combats qui se concluent par la reddition des Bijagos en 1936.
Le territoire est pendant cette période seulement une colonie, puis une province (1951) du Portugal, avec un chef-lieu administratif à Bolama, puis à Bissau en 1941.
Le 11 juin 1951, un amendement constitutionnel modifie le statut de la colonie de la Guinée portugaise, qui devient une province ultramarine du Portugal.

## Guerre d'indépendance de la Guinée-Bissau (1963-1974)

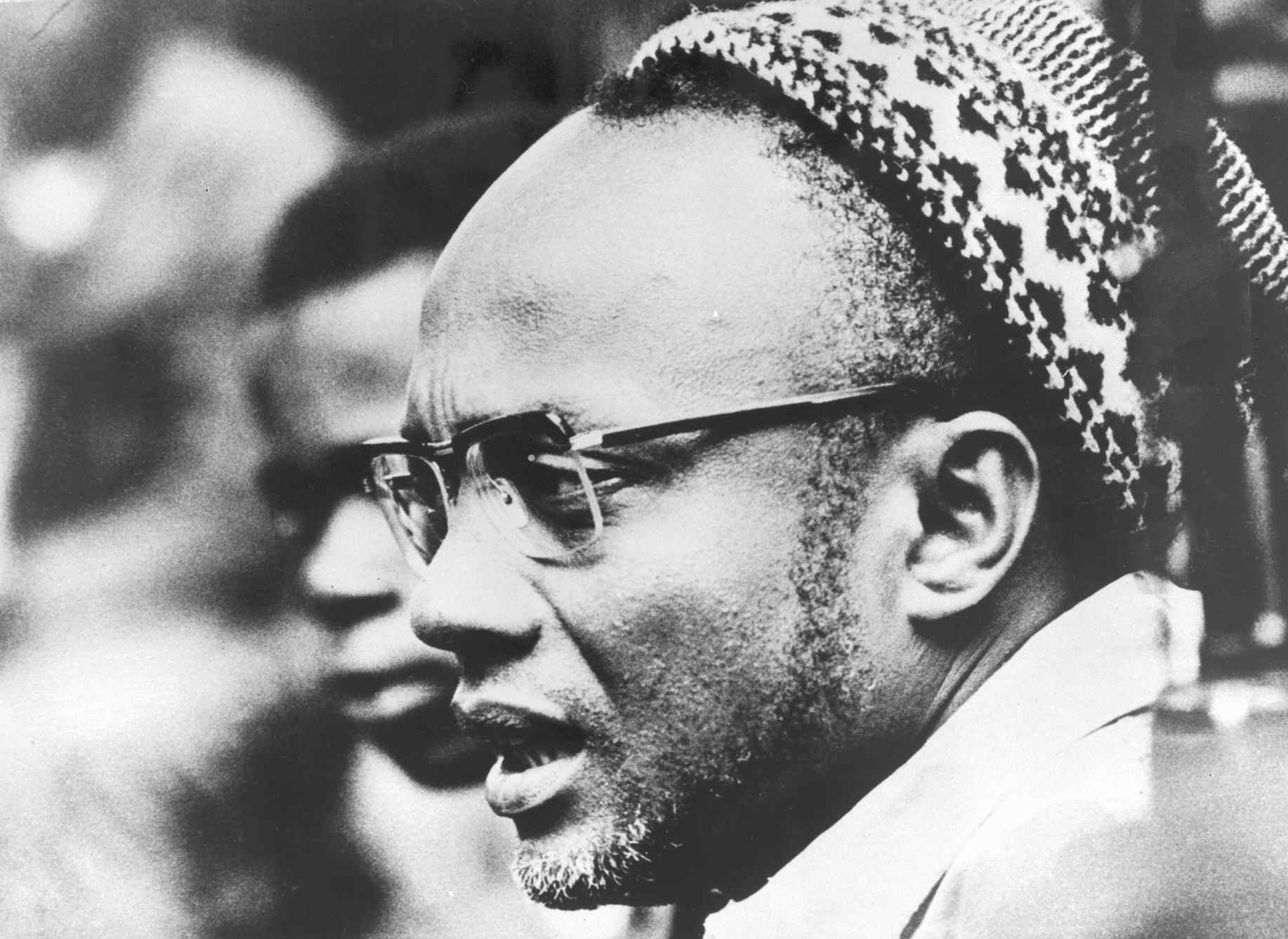
Amílcar Cabral.

- Guerre d'indépendance de la Guinée-Bissau

En 1956, Amílcar Cabral (1924-1973) et Rafael Barbosa (1926-2007) fondent clandestinement le Parti africain pour l'indépendance de la Guinée et du Cap-Vert (PAIGC). En 1959, une grève ouvrière au port de Bissau aboutit à un massacre. Cinquante ouvriers sont tués par les forces de l'ordre portugaises et plus de 100 blessés. Ce massacre constitue un « tournant de la réflexion des nationalistes révolutionnaires », les incitant à reconsidérer les luttes pacifiques menées jusqu'alors pour envisager la lutte armée
Le PAIGC déplace ses quartiers à Conakry, en Guinée Conakry, en 1960 et entame une rébellion armée contre le Portugal l'année suivante. Il remporte rapidement des victoires et les « zones libérées » s'étendent sur 50 % du territoire dès 1966, puis 70 % à partir de 1968. Il instaure un pouvoir civil et organise des élections législatives dans les zones passées sous son contrôle, tandis que les forces et les civils portugais sont confinés à leurs garnisons et aux grandes villes. Les rebelles tentent de reconstruire un modèle politique où le pouvoir serait exercé par les paysans eux-mêmes et entreprennent de développer le système sanitaire et l'alphabétisation.
Le PAIGC explique comme suit le déroulement de l'insurrection : « Nous déclenchons la lutte armée au centre de notre territoire et adoptons une stratégie que nous pouvons appeler centrifuge, qui part du centre et va vers la périphérie. Cela a totalement surpris les Portugais qui avaient placé leurs forces aux frontières de la république de Guinée et du Sénégal, espérant que nous essaierons d'envahir le pays. Nous nous mobilisons dans les villages et nous organisons clandestinement dans les villes et les campagnes, nous préparons nos cadres, nous armons le minimum de gens, davantage avec des armements traditionnels qu'avec des armes modernes, et nous déclenchons la révolution à partir du centre de notre pays ».
L'objectif se situe au-delà de la seule indépendance nationale. Selon Cabral : « nous ne luttons pas simplement pour mettre un drapeau dans notre pays et pour avoir un hymne mais pour que plus jamais nos peuples ne soient exploités, pas seulement par les impérialistes, pas seulement par les Européens, pas seulement par les gens de peau blanche, parce que nous ne confondons pas l'exploitation ou les facteurs d'exploitation avec la couleur de peau des hommes ; nous ne voulons plus d'exploitation chez nous, même pas par des Noirs ». Amílcar Cabral mourut assassiné à Conakry en 1973 et la direction du parti revint à Aristides Pereira, qui devint plus tard le premier président du Cap-Vert.

## Création d'un nouvel État, la Guinée-Bissau (1973-1974)
- Guinée-Bissau

L'Assemblée nationale du PAIGC se réunit à Boe et déclara l'indépendance de la Guinée-Bissau le 24 septembre 1973. Les Nations unies reconnurent l'indépendance en novembre de la même année par le vote 93-7 de l'Assemblée générale. Fait sans précédent, le vote dénonça une agression et occupation illicite par le Portugal et intervint avant le retrait et la reconnaissance de l'indépendance par ce dernier.
Le Portugal accorda officiellement l'indépendance à la Guinée-Bissau le 10 septembre 1974, après la révolution des Œillets et la chute de la dictature de Marcelo Caetano, en avril de la même année.

### Présidence Luís Cabral: développement économique et répression des opposants (1973-1980)

Luís Cabral.

Luís Cabral (1931-2009), demi-frère d'Amílcar Cabral, devint président de la Guinée-Bissau.
L'indépendance commence sous les meilleurs auspices. La diaspora bissau-guinéenne revient massivement dans le pays. Un système d'accès à l'école pour tous est créé. Les livres sont gratuits et les écoles semblent disposer d'un nombre suffisant d'enseignants. L'éducation des filles, jusqu'alors négligée, est encouragée et un nouveau calendrier scolaire, plus adapté au monde rural, est adopté. Une nouvelle monnaie voit le jour, le peso de Guinée-Bissau.
Sur le plan agricole, la poursuite de la « ferme modèle » continue de doter le pays d'une base de techniques de recherche. Des coopératives sont mises en place. La construction de silos à riz, destinés à assurer la continuité de la distribution de riz cultivés dans le pays est entreprise à la fin des années 1970. Une filière coton est créée en 1977.
Sur le plan industriel, une petite industrie est créée : fabrique de chemises « Bambi » ; chaudronnerie pour la fabrique de la carrosserie des voitures FAF montées localement, de marque Citroën ; agroalimentaire fruitière à Bolama ; faïencerie dans la banlieue de Bissau ; poursuite des activités de la tuilerie de Bafatá. La construction d'un chemin de fer de fer destiné à favoriser le développement industriel, ainsi que plusieurs autres projets sont à l'étude.
La ville de Bissau est alors considérée comme l'une des plus propres d'Afrique, et des jeux gratuits pour les enfants des écoles (manèges, etc) fonctionnent.
Ce dynamisme est salué et certains auteurs considèrent que le pays est l'État le plus dynamique d'Afrique de l'Ouest
Il sera renversé en 1980 par un coup d'État mené par le premier ministre et ancien commandant des forces armées, João Bernardo Vieira.

### Présidences João Bernardo Vieira: déclin économique rapide, politique ouverture/répression (1980-1999)
- João Bernardo Vieira (1939-2009)

Le Conseil révolutionnaire dirigé par Vieira est au pouvoir en tant que gouvernement provisoire de novembre 1980 à mars 1984, date à laquelle le Conseil est dissous et l'Assemblée nationale populaire reconstituée.
L'assemblée, à parti unique, approuve la nouvelle constitution, élit Vieira à la présidence pour un mandat de cinq ans et élit le Conseil d'État, branche exécutive du pouvoir. Le président cumule les charges de chef de l'État, chef du gouvernement et commandant en chef des forces armées.
Sur le plan économique, les projets en cours sont arrêtés dès l'arrivée au pouvoir. Citroën arrête sa collaboration et la production automobile est immédiatement arrêtée. Les autres entreprises sont confiées à des amis du président, et en quelques années, périclitent lentement par mauvaise gestion. En 1986, sous pression de la Banque mondiale elles sont privatisées, et elles fermeront toutes définitivement les années suivantes. La coopérative « magasin du peuple » vivote, mais n'est plus le pilier de l'approvisionnement des marchés.
AU début des années 1990, l'appauvrissement du pays est tel que les fonctionnaires sont très mal payés (l'équivalent de ce que représenterait aujourd'hui quelques euros par mois) et parfois ne reçoivent pas de salaires plusieurs mois de suite : ceci les oblige à exercer un travail informel (vendeur de rue cacahuètes, vendeur d'eau, de beignets, taxi pour les plus aisés, etc.) et diminue fortement la performance des services publics.
À partir de 1994, l'arrivée de nouveaux petits acteurs commerciaux étrangers sur les marchés et la difficulté pour les fonctionnaires de nourrir leurs enfants fait découvrir aux Bissau-guinéens la corruption : celle-ci commence à se développer chez les fonctionnaires de base, et prendra une ampleur importante en quelques années, même si nombre de fonctionnaires resteront fidèles à l'idée de Cabral et préfèreront le travail parallèle à la corruption.
Le gouvernement Vieira fut victime de tentatives de coup d'État en 1983, 1985 et 1993. En 1986, le premier vice-président Paulo Correia fut exécuté avec cinq autres personnalités pour trahison, à la suite d'un long procès.
En 1994 : ouverture au multipartisme. Vingt ans après l'indépendance, la Guinée-Bissau vécut ses premières élections présidentielle et législative multipartites, et Vieira est réélu à la Présidence de la République, au deuxième tour avec 52,02 % des voix.

### Guerre civile de Guinée-Bissau «du 7 juin», puis démocratisation (1998-1999)
Curieusement dénommé « guerre civile », la guerre civile de Guinée-Bissau n'a concerné que des militaires, sans civils. Cette période est encore trop récente pour que l'on en connaisse les véritables « dessous ». Il n'est pas certain que l'on puisse en disposer un jour, les documents ayant probablement été détruits et les principaux acteurs décédés ou peu enclins à en parler.
Quatre ans après l'élection présidentielle, en 1998, le parlement est en fin de mandat ; le président de la République refuse de procéder aux nouvelles élections législatives ; un soulèvement militaire, autoproclamé « junte militaire » et mené par le général Ansoumane Mané (1940-2000) plonge, le 7 juin 1998, le pays dans un conflit interne et externe (intervention de l'armée sénégalaise appelée par le président) : le président est renversé par la « junte » le 7 mai 1999 et contraint à l'exil.

### Années 2000
En février 2000, Kumba Ialá (1953-2014), leader de l'opposition, est élu à l'issue de deux tours d'élection présidentielle qualifiée de transparente par les observateurs. Il établit un gouvernement provisoire, mais le retour à la démocratie est compliqué par une économie dévastée par la guerre civile et la propension de l'armée à s'immiscer dans les affaires gouvernementales.
Le poids des anciens combattants qui ont obtenu l'indépendance de leur pays est en effet tel que l'armée est le véritable socle du pouvoir politique.
En septembre 2003, un coup d'État mené par le général Veríssimo Correia Seabra (1947-2004) dépose Ialá. Reportées plusieurs fois, les élections législatives se déroulent finalement lieu en avril 2004. Seabra est tué en octobre de la même année par des factions mutinées. D'après le premier ministre Carlos Gomes Júnior (1949-), les mutins sont des soldats au service de l'ONU rentrés du Libéria et insatisfaits de n'avoir pas encore reçu leurs primes.
Vieira, rentré d'exil en juin sous protection de l'armée, est réélu président le 24 juillet 2005, avec le soutien de Kumba Ialá au deuxième tour.
Le 2 mars 2009, Vieira est assassiné dans sa résidence par des militaires en représailles contre un attentat à la bombe ayant visé, et tué, la veille, le chef d'état major des armées Batista Tagme Na Waie.
Le 26 juillet 2009, Malam Bacai Sanhá (1947-2012), candidat du PAIGC, remporte au deuxième tour l'élection présidentielle. Il décède de maladie le 9 janvier 2012 et de nouvelles élections présidentielles sont programmées pour le 11 mars 2012.

### Années 2010-2020
Le premier tour des élections présidentielles du 11 mars 2012 accorde au Premier ministre sortant, Carlos Gomes Júnior, 49 % des voix, et à l'ancien président Kumba Ialá 23,3 %. Le second tour n'a pas le temps de se tenir car, dans la soirée du 12 avril 2012, un putsch dirigé par le général Mamadu Ture Kuruma, vice-chef de l'état-major dépose le Premier ministre intérimaire Adiato Djaló Nandigna, tandis que Carlos Gomes Júnior, enlevé avec d'autres responsables politiques est interné à la forteresse d'Amura.
L'Union africaine suspend la Guinée-Bissau le 17 avril 2012. Mamadu Ture Kuruma devient de facto le dirigeant du pays. Manuel Serifo Nhamadjo (1958-2020), président de l'Assemblée nationale populaire, est nommé président de la République par intérim. Mais celui-ci refuse cette nomination le 20 avril 2012 avant de l'accepter le 11 mai 2012.

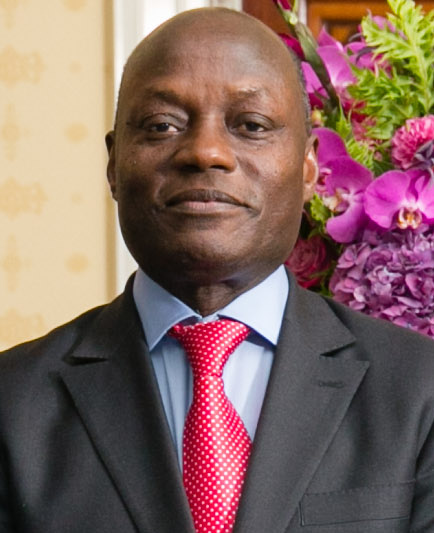
José Mário Vaz.

En 2014, José Mário Vaz (1957-) remporte l'élection présidentielle du 13 avril 2014, marquant le retour progressif à la légalité constitutionnelle.
Pour autant, l'instabilité persiste. Le premier ministre désigné, Domingos Simões Pereira, chef du PAIGC, est renvoyé en août 2015 à la suite d'un conflit avec son président José Mário Vaz sur le prétexte sensible de la lutte contre la corruption, faisant rentrer le pays dans une grave crise politique.
Un nouveau premier ministre, Baciro Djá (1973-), est désigné le 20 août 2015 au poste de Premier ministre, au grand dam du PAIGC qui dénonce un « coup d'État constitutionnel ». Le 7 septembre 2015, il forme son gouvernement, qui est investi le même jour par l'Assemblée nationale populaire.
Cependant, il doit démissionner deux jours plus tard, à la suite de l'invalidation par la Cour suprême de sa nomination.
Il est ensuite exclu de son parti, le PAIGC.
De nouveau nommé Premier ministre le 26 mai 2016, il prête serment le 27 du même mois. Cependant, le gouvernement sortant refuse de céder le pouvoir.
Le 3 juin 2016, il forme son gouvernement puis une semaine plus tard prend possession du siège du gouvernement.
Au mois de septembre 2016, le président guinéen Alpha Condé, médiateur de la crise bissau-guinéenne, et son homologue du Sierra Leone Ernest Bai Koroma obtiennent un compromis politique signé le 10 septembre par toutes les parties : ce sont les accords de Conakry. Ils portent en particulier sur le choix du premier ministre, sur la composition du gouvernement, la réforme constitutionnelle, la réforme électorale.
Le 18 novembre 2016, Umaro Sissoco Embaló (1972-) est nommé Premier ministre. Artur Silva (1956-) lui succède le 31 janvier 2018. Aristides Gomes (1954-) lui succède à son tour le 16 avril 2018.

### Années 2020-: présidence Umaro Sissoco Embaló
- Umaro Sissoco Embaló (1972-)

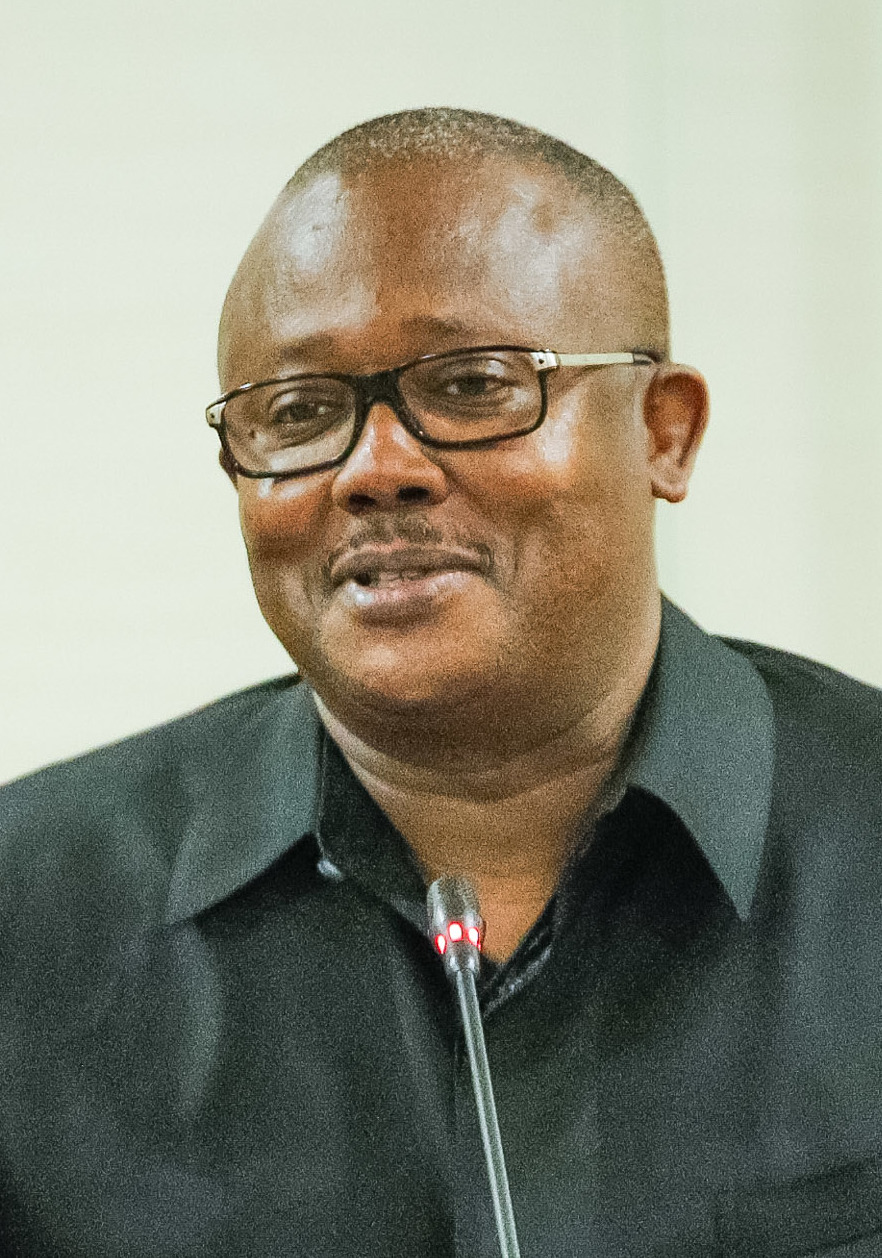
Umaro Sissoco Embaló.

Lors d'une réunion du 30 août 2018 du conseil de sécurité de l'ONU, les signes d'une amélioration de la situation politique sont soulignés mais il est rappelé que des points des accords de Conakry restent à réaliser : réforme constitutionnelle et réforme électorale.
Finalement, l'élection présidentielle de fin 2019 voit la défaite du candidat de l'ex-parti unique (74-94), le plus souvent au pouvoir depuis 1974, le PAIGC, et la victoire d'Umaro Sissoco Embaló, général et ancien premier ministre devenu un opposant. La confirmation de ce résultat est compliquée.
La Commission électorale est incapable de fournir les actes réglementaires de l'apurement national des élections à la Cour suprême, saisie par le PAIGC, qui lui demande de procéder à nouveau cet apurement et lui en fournir les actes, afin de juger le bien fondé de la réclamation (La Cour, selon la loi électorale, ne pouvant porter un jugement que sur l'instruction (-ou non) des réclamations faites au cours du dépouillement et des apurements régionaux et nationaux par les commissions régionales et nationale).
Après recompte de la somme des résultats régionaux vous la pressions de la CÉDÉAO la Commission déclare Embalo, mais sans répondre à la demande de la Cour suprême.
La Commission a finalement, semble-t-il, consenti à réaliser l'apurement national dans les règles le 26 février, mais la Cour suprême n'a pas eu ensuite le temps d'instruire l'affaire. En effet, la transition politique s'est effectuée, pacifiquement selon les uns, par coup d'État selon les autres,,,, avec l'appui des militaires qui pendant trois jours ont investi les principaux organes du pays (Cour suprême, Assemblée nationale, radios, ministères notamment) : l'investiture d'Umaro Sissoco Embaló a lieu le 27 février, dans un hôtel de la ville, par une minorité (48/100) des députés menée par un vice-président de l'Assemblée, Nuno Gomes Nabiam, appuyé par les militaires.
La passation de pouvoir s'effectue ensuite au palais présidentiel. Nuno Gomes Nabiam (1966-) est nommé premier ministre le lendemain, le 28 février 2020, mais cette nomination est contestée, car il appartient à un parti minoritaire alors que la constitution précise que c'est le groupe majoritaire à l'assemblée nationale qui propose un nom pour le premier ministre.
Mais une autre incertitude subsiste : 52/100 des députés investissent comme président, le 28 février au soir, le président de l’Assemblée nationale, Cipriano Cassamá (1959-), par intérim. Pour ces députés, comme pour l'ONU,, l'Union européenne, la France,, la CPLP notamment, l'investiture de Umaro Sissoco Embalo n’est pas légale, puisque que la Cour suprême n'a pas instruit la réclamation,.
Celle-ci, en vertu de la Constitution n'a pas le pouvoir de trancher entre les deux candidats, mais seulement de juger soit la réclamation infondée, soit la réclamation fondée ce qui entraînerait de facto l'annulation de l'élection. La Cédéao et l'Union Africaine ont des difficultés à adopter une position claire sur le résultat de cette élections.

#### Autres
- Histoire des Canaries, Histoire du Cap-Vert, Histoire de Madère, Histoire des Açores, Histoire de Sao Tomé-et-Principe
- Histoire du Sénégal, Histoire de la Guinée (Conakry)
- Empire colonial portugais (1415-1999), Guerres coloniales portugaises, Histoire du Portugal
- Décolonisation de l'Afrique, Décolonisation portugaise de l'Afrique
- Littérature lusophone, Littérature de la Guinée-Bissau